# Ignácio da Silva Oliveira
Ignácio da Silva Oliveira (Açu, 1º dicembre 1996) è un calciatore brasiliano, difensore del Fluminense.

## Caratteristiche tecniche
È un difensore centrale.

## Palmarès

### Club

#### Competizioni statali
- Campionato Baiano: 3

Bahia: 2018, 2019, 2020